# Mühlen
Mühlen là một đô thị thuộc huyện Murau thuộc bang Steiermark, nước Áo. Đô thị Mühlen có diện tích 50,81 km², dân số thời điểm cuối năm 2005 là 1000 người.